# Коб
Коб (лат. Kobus kob) или болотный козёл — африканская антилопа рода водяных козлов семейства полорогих. По величине и внешности она напоминает пуку, из-за чего оба вида иногда объединяют в один. Коб встречается только в Западной и Центральной Африке, от Сенегала до юга Судана и запада Уганды. Слово «коб» происходит из языка волоф.
Массивный самец с высотой 90 см в холке может весить до 120 кг. У него мускулистая шея и сильные лирообразные рога, которые отсутствуют у самок. В зависимости от окраски шерсти различают несколько подвидов. Чаще всего коб окрашен в красно-коричневый цвет и носит белое пятно на шее, а также чёрный рисунок на передней стороне ног. На брюхе у него белая шерсть.
Кобы обитают на равнинах, затапливаемых в периоды половодья, а также в холмистых местностях. Они привязаны к постоянным водоёмам и питаются травой.
Самки образуют стада от 15 до 40 особей, самцы живут в одиночку, защищая свой ареал. Как и у родственного личи, ареалы при высокой плотности популяции очень малы и иногда не превышают в диаметре 100 м. Самец, обороняющий такой ареал, часто может удержаться на нём не дольше нескольких дней.
Хотя разные эксперты описали до тринадцати подвидов, традиционно различаются три подвида кобов:
- Коб Буффона (K. k. kob) — Западная Африка от Сенегала до Камеруна, Чада и ЦАР
- Белоухий коб (K. k. leucotis) — Судан, северо-западная Уганда
- Угандский коб (K. k. thomasi) — север ДР Конго, юго-западная Уганда

## Галерея

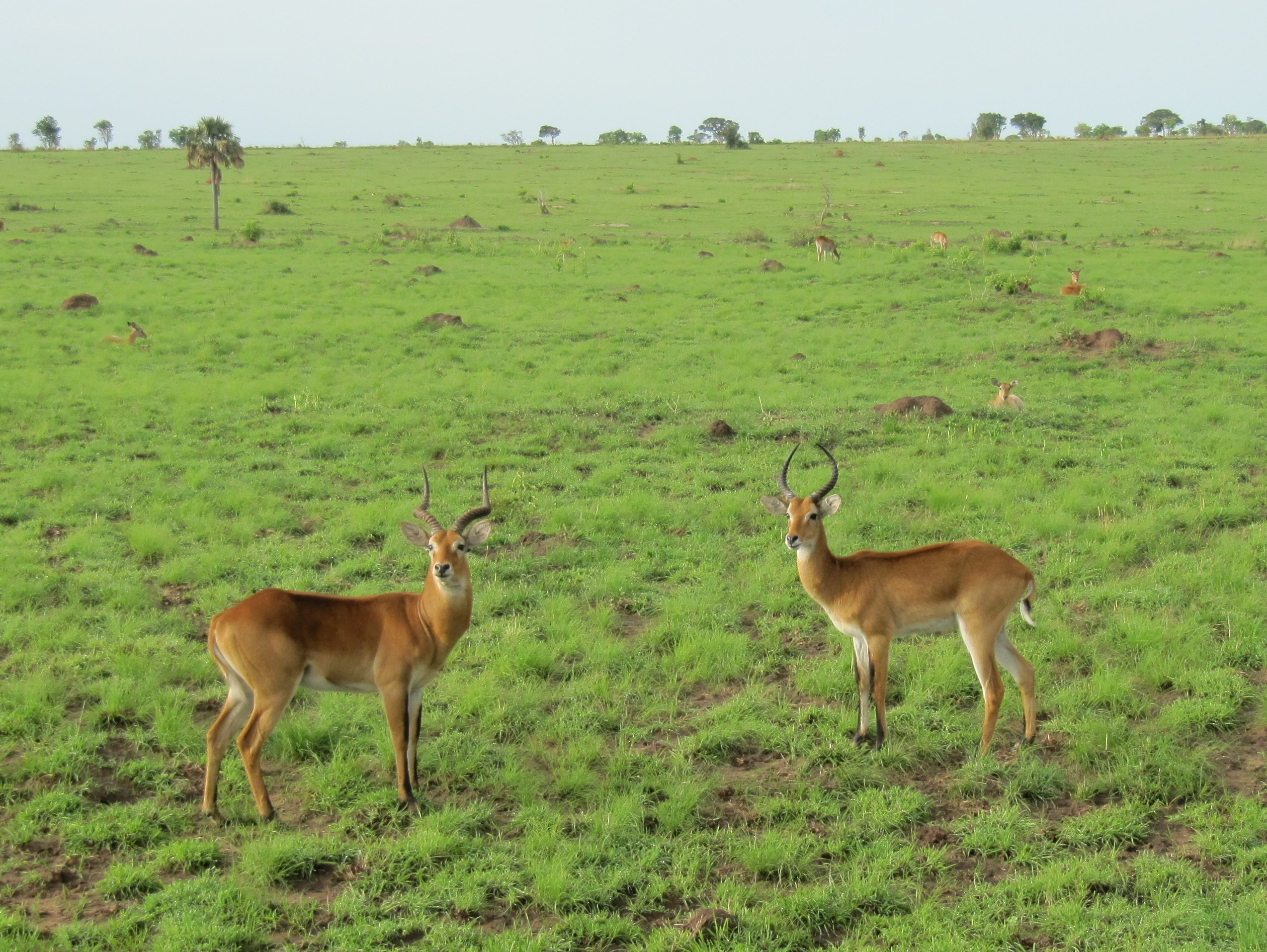
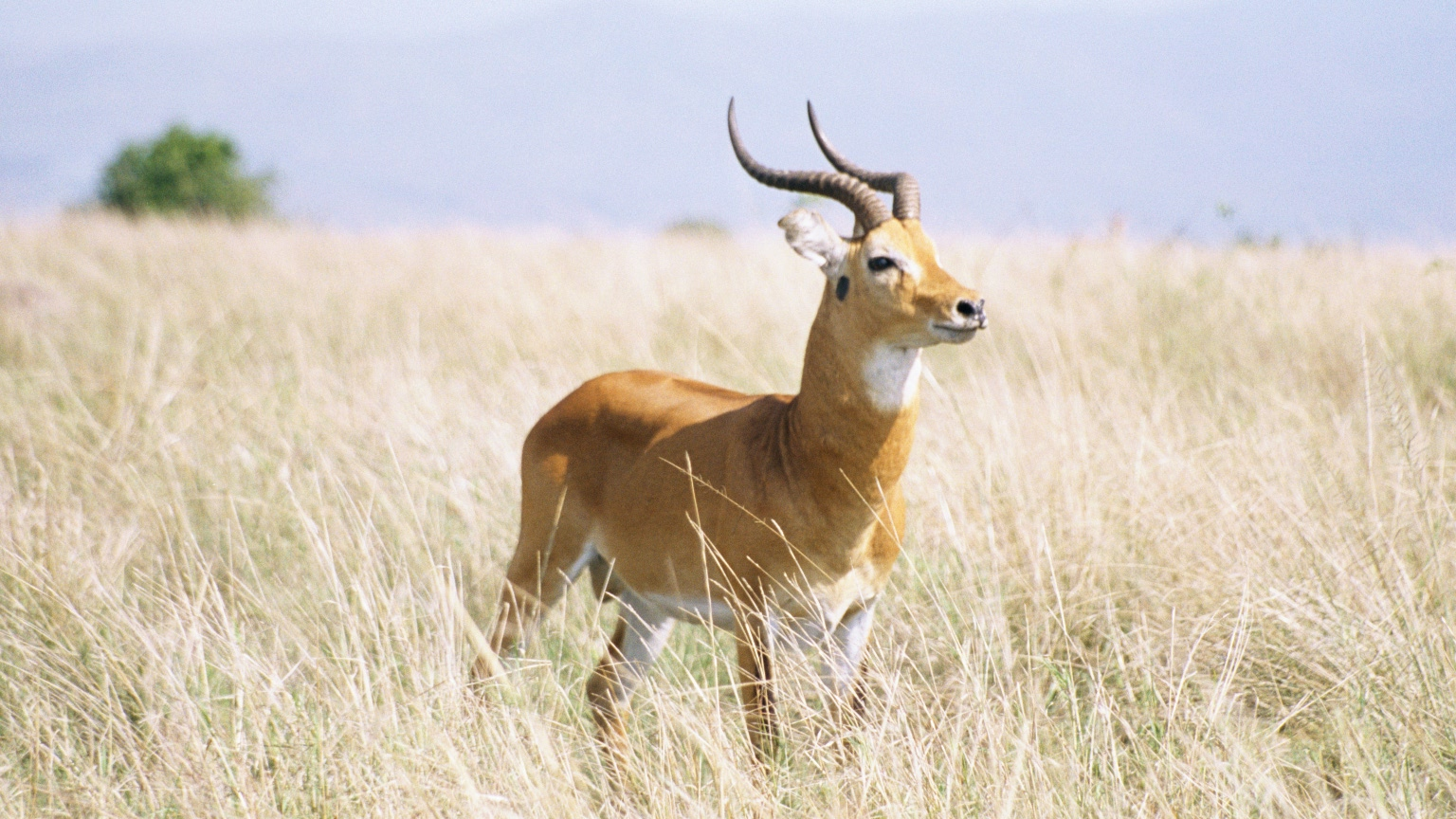

## Разное
Коб изображён на гербе Уганды.